# Modern Graphics
Modern Graphics war ein deutscher Medienvertrieb aus Rastatt, der 1992 gegründet wurde und sich auf die Veröffentlichung von Comics spezialisiert hatte. Zusätzlich zum Vertrieb entstand mit mg/publishing/ im Jahr 1998 eine eigene Verlagsabteilung mit mehreren Imprints, bei der insbesondere US-amerikanische Comichefte in deutscher Übersetzung herauskamen.

## Geschichte
Modern Graphics wurde 1992 als „M.G. Modern Graphics Kunsthandel GmbH“ gegründet, später folgte eine Umfirmierung zu „Modern Graphics Distribution GmbH Medienhandel“. Zunächst konzentrierte sich die Gesellschaft auf den Vertrieb in Form des Versandhandels insbesondere von Comics, zum Sortiment gehörten ebenfalls Bücher, elektronische Medien, Kunstdrucke, Spiele und Spielwaren. Einer der Hauptkunden war Panini Comics, es wurden sowohl Titel von Marvel Comics als auch später DC Comics in Umlauf gebracht. Zu weiteren Vertriebskunden von Modern Graphics zählten unter anderem Achterbahn, Dino Entertainment (der Verlag wurde 2003 von Panini übernommen), Gringo Comics, der Infinity Verlag, Salleck Publications und Speed Comics.
Als Ergänzung zum bestehenden Vertrieb wurde Anfang 1998 mg/publishing/ als Verlagsabteilung gegründet. Mit Chaos! Comics Deutschland entstand das erste Imprint für Titel des gleichnamigen US-amerikanischen Verlages, darunter etwa Evil Ernie und Lady Death. Ab 1999 folgten weitere Titel unter dem neuen Imprint Gamix, das sich auf Comics zu Videospielen konzentrierte. Den Anfang machte ein Crossover der Serien Tomb Raider und Witchblade. Es folgten Publikationen zu Spielen und Figuren wie etwa Resident Evil beziehungsweise Indiana Jones. Im Jahr 2000 prägte der Verlag mit Art Fantastix ein weiteres Imprint für erotische Bildbände mit mehreren Labeln (darunter Art Fantastix Platinum oder Art Fantastix Select). Die erste Publikation Art Fantastix #1 widmete sich den Illustrationen von Olivia de Berardinis.
2001 gründete Modern Graphics gemeinsam mit der Ideenschmiede Paul & Paul (IPP-Studios) das kurzlebige Joint Venture Caption Comics, um die sechs Hefte der deutschen Comicreihe Helden von Ralf Paul zwischen August 2001 bis Januar 2002 in den USA zu vermarkten. Es folgten keine weiteren Veröffentlichungen. Zusammen mit dem Infinity Verlag entstand im Frühjahr 2002 ein weiteres Joint Venture. CrossGen Comics Deutschland brachte Titel des US-amerikanischen Comicverlags CrossGeneration Comics in der deutschen Übersetzung heraus, darunter Serien wie Meridian, Mystic und Sigil. Die Publikationen von CrossGen Comics Deutschland endeten 2005.
Im Frühjahr 2005 beantragte Modern Graphics ein Insolvenzverfahren, das der Medienvertrieb nicht überstand. Einer der bisherigen Hauptkunden, Panini, übernahm ab April 2005 den Vertrieb der publizierten Comics selbst.

## Verlagsprogramm
Das Verlagsprogramm insbesondere der eigenen Verlagsabteilung konzentrierte sich auf Comichefte aus den USA, darunter waren zum Beispiel Veröffentlichungen von Chaos! Comics, CrossGen, TopCow und WildStorm. Mit Graphic Attack präsentierte der Verlag sein Vertriebsprogramm regelmäßig in gedruckter Form. Unter mg/publishing/ existierten mehrere Imprints, deren Publikationsschwerpunkte in den folgenden Abschnitten kurz vorgestellt werden.

### Art Fantastix
Bei Art Fantastix erschienen Bildbände mit erotischen Illustrationen internationaler Künstler, wobei jede Ausgabe in der Regel nur einen Zeichner präsentierte. Art Fantastix #1 (Juli 2000) inszenierte die Bilder der US-amerikanische pin-up-Malerin Olivia de Berardinis. Zu weiteren gezeigten Künstlern gehören
- Julie Bell in Art Fantastix #5 (Juli 2001) und Art Fantastix Select #6 (März 2003)
- John Bolton in Art Fantastix #6 (Oktober 2001)
- Dorian Cleavenger in Art Fantastix Select #2 (Oktober 2001) und Art Fantastix Portfolio #1 (Juni 2002)
- Jennifer Janesko in Art Fantastix Select #3 (März 2002)
- Boris Vallejo in Art Fantastix #4 (April 2001), Art Fantastix Platinum #3 (Juli 2002), Art Fantastix Select #6 (März 2003) und Art Fotografix #1 (März 2003).

Unter dem Imprint existierten mehrere Label – Artcore, Art Books, Art Fantastix, Art Fantastix Select, Art Fantastix Platinum, Art Fantastix Portfolio, Art Fotografix und Art Premiere – mit unterschiedlichen Schwerpunkten. Artcore zum Beispiel enthielt besonders explizite Darstellungen und wurde nur an Erwachsene verkauft, bei Art Fantastix Platinum kamen Nachdrucke von Verkaufserfolgen erneut auf den Markt.

### Chaos! Comics Deutschland
Zu bekannteren Publikationen von Chaos! Comics Deutschland zählten Evil Ernie und Lady Death, von denen jeweils mehrere Geschichten herauskamen. Während die Hefte von Evil Ernie von Februar 1998 bis Oktober 2000 entstanden, erschienen die Geschichten von Lady Death zwischen Mai 1998 und November 2004. Weitere Serien waren Chastity oder Purgatori. Zusätzlich zu dem typischen Comicformat der einzelnen Hefte, ein Softcover mit Heftklammerbindung, druckte der Verlag die Ausgaben auch in einem sogenannten Prestigeformat. Unterschiede fanden sich zum Beispiel in der Klebebindung und dem verwendeten Papier. Sammelbände wurden auch als Hardcover veröffentlicht.

### Gamix
Der erste Titel von Gamix im Jahr 1999 war das Crossover Tomb Raider / Witchblade von TopCow und Wildstorm. Ab Juli 2001 bis Februar 2005 erschienen 23 Hefte der regulären Comicreihe von Tomb Raider sowie der Sammelband Tomb Raider: Journeys, bevor der Infinity Verlag die Serie mit Ausgabe 24 fortsetzte. Von Resident Evil – Feuer und Eis, ebenfalls eine Publikation von WildStorm, erschienen zwischen Mai 2001 und Januar 2002 vier Hefte und ein Sammelband. Es gab weitere Veröffentlichungen zu Videospielen wie beispielsweise Turok, aber auch zu Filmen und Figuren wie Indiana Jones oder Terminator.

### mg/publishing/
Mehrere Titel erschienen direkt bei mg/publishing/ und nicht bei einem der Imprints. Dazu zählen unter anderem Geschichten von Vampirella, ab Juni 2000 wurden mehrere Hefte und Sammelbände veröffentlicht. Planetary von Warren Ellis und John Cassidy brachte es von August 2001 bis Januar 2005 auf 21 Hefte und drei Sammelbände. Mit Stormwatch, ebenfalls von Warren Ellis und mit Zeichnungen von Tom Raney sowie Randy Elliot, folgte nach Plantery eine weitere Reihe von Wildstorm. Zwischen März 2003 und Mai 2004 wurden 14 Hefte und ein Sammelband veröffentlicht.